# 解禁!音楽番組名シーンランキング THE神うた
『解禁!音楽番組名シーンランキング THE神うた』（かいきん!おんがくばんぐみめいシーンランキング ザ かみうた）は、2022年9月27日より日本テレビ系列で放送されている音楽特別番組である。

## 出演者
MC
- 東野幸治
- 田中圭

DJ
- 赤坂泰彦

進行
- 藤井貴彦（日本テレビアナウンサー）

## 放送リスト
| 放送回数 | 放送日                  | 時間          | ゲスト |
| -------- | ----------------------- | ------------- | --- |
| 1        | 2022年9月27日（火曜日） | 21:00 - 22:54 | 藤原紀香、仲宗根泉、中島美嘉、新里英之、上田竜也、宮田俊哉、井上芳雄、鬼龍院翔、山崎育三郎、高橋優、堀未央奈、石田亜佑美、牧野真莉愛 |
| 2        | 2023年9月20日（水曜日） | 21:00 - 22:54 | 菊池風磨、佐々木久美、島袋寛子、白石麻衣、ハラミちゃん、藤原紀香、松田元太、南野陽子、薬丸裕英                                       |

## スタッフ
- ナレーター：藤井貴彦（日本テレビアナウンサー）
- 構成：石原健次、谷口マサヒト
- TM：川合亮
- SW：中村哲也（第2回、第1回はCAM）
- CAM：大庭茂嗣（第2回）
- 音声：原秀彰
- 照明：谷田部恵美
- VE：鈴木昭博（第2回）
- 美術プロデューサー：大川明子、山本澄子（山本→第2回）
- 美術デザイン：北村春美
- 技術協力：日テレ・テクニカル・リソーシズ
- 美術協力：日テレアート
- 編集：都築嵩史（第2回）
- MA：眞坂聡美
- 音効：高取謙
- TK：桜井えみこ
- CG：森三平
- リサーチ：クラフトラボ（第2回）
- 協力：ORICON（第2回）
- 制作協力：ゴットキッズ、モスキート
- デスク：岡田真美
- 制作進行：斉藤寿
- ディレクター：比嘉智樹、橋村和幸、町田有、稲元雅俊/村岡美里、山本剛史、仲間翔夢、安達裕美、斉藤鈴乃（村岡・山本・仲間・斉藤→第2回）
- チーフディレクター：中村文彦
- 演出：川平秀二（デージカンパニー）
- プロデューサー：岩崎小夜子、吉田一浩、和田裕子、田中もも/窪彩花、井延祥子（窪・井延→第2回）
- チーフプロデューサー：島田総一郎（第2回）
- 製作著作：日本テレビ

### 過去のスタッフ
- ナレーター：水卜麻美（日本テレビアナウンサー、第1回）
- TD-SW：福田伸一郎（第1回）
- VE：向山江梨佳（第1回）
- 編集：生田目隼（第1回）
- イラスト：横井麻未（第1回）
- ディレクター：柳田翼/織田充希、鈴木千香、岡本さやか、宮原一貴（共に第1回）
- プロデューサー：藤本弘志/阿比留ほのほ（共に第1回）
- チーフプロデューサー：江成真二（第1回）